# 6-重氮-5-氧代-L-正亮氨酸
6-重氮-5-氧代-L-正亮氨酸（缩写DON）是一种含氮有机化合物，分子式C6H9N3O3，属于非蛋白胺基酸，最初分离自土壤中的鏈黴菌，可作为谷氨酰胺受体拮抗剂。